# Léo, la fabuleuse histoire de Léonard de Vinci
Pour les articles homonymes, voir Léo.
Pour plus de détails, voir Fiche technique et Distribution.
Léo, la fabuleuse histoire de Léonard de Vinci ou Léo (The Inventor) est un film d'animation en volume biographique franco-irlandais-américain réalisé par Jim Capobianco et Pierre-Luc Granjon, sorti en 2023,. Il s'agit d'un film biographique sur Léonard de Vinci.
Le film est présenté en première mondiale en compétition officielle au festival international du film d'animation d'Annecy 2023.
Réalisé en Stop motion, le film raconte les dernières années de la vie de Léonard de Vinci, simultanément artiste, organisateur de spectacles et de fêtes, scientifique, ingénieur, inventeur, anatomiste, sculpteur, peintre, architecte, urbaniste, botaniste, musicien, philosophe et écrivain.

## Synopsis
Le film suit la vie de l'inventeur et peintre italien Léonard de Vinci, qui quitte l'Italie pour rejoindre la cour de France, où il peut expérimenter librement.

## Fiche technique
Sauf indication contraire, les informations mentionnées dans cette section peuvent être confirmées par la base de données cinématographiques IMDb,  présente dans la section « Liens externes ».
- Titre original : The Inventor
- Titre français : Léo, la fabuleuse histoire de Léonard de Vinci ou Léo[1]
- Réalisation : Jim Capobianco et Pierre-Luc Granjon
- Scénario : Jim Capobianco
- Direction artistique : Jim Capobianco[1]
- Photographie : Marijke Van Kets
- Montage : Nicolas Flory
- Décors : Marion Charrier, François-Marc Baillet[1]
- Animation : Kim Keukeleire, Hefang Wei, François-Marc Baillet[1]
- Compositing : Fabrice Faivre[1]
- Graphisme : Jim Capobianco, Samuel Ribeyron, Annette Marnat, François-Marc Baillet, Pierre-Luc Granjon[1]
- Storyboard : Tati Moniz, Sarah Leuver, Nicola Sammarco, Nate Stanton, Pierre-Luc Granjon, Jim Capobianco[1]
- Musique : Alex Mandel
- Production : Jim Capobianco, Robert Rippberger, Ellen Byrne[1], Vincent Mc Carthy[1] et Ilan Urroz[1]
- Sociétés de production : Curiosity Studio, Foliascope et Leo & King
- Société de distribution : KMBO (France), Blue Fox Entertainment (États-Unis)
- Budget : 10 000 000 $[2]
- Pays de production : États-Unis[1], France[1], Irlande[1]
- Langue originale : anglais[1]
- Genre : animation, biographique, aventure
- Durée : 92 minutes[1]
- Dates de sortie : 
  - France : 12 juin 2023 (Festival international du film d'animation d'Annecy 2023)[1] ; 31 janvier 2024 (sortie nationale)[7]
  - États-Unis : 15 septembre 2023 (sortie nationale)[8]

## Distribution

### Voix originales
- Stephen Fry : Léonard de Vinci
- Marion Cotillard : Louise de Savoie
- Daisy Ridley : Marguerite de Navarre
- Matt Berry : le pape Léon X
- Jim Capobianco : cardinal d'Aragon
- Max Baumgarten : Il Boccador / le roi Charles d'Espagne
- Ben Stranahan : le page
- Angelino Sandri : Francesco Melzi
- Daniel Swan : roi Henri VIII
- Gauthier Battoue : François Ier de France

### Voix françaises
- André Dussollier : Léonard de Vinci
- Marion Cotillard : Louise de Savoie
- Juliette Armanet : Marguerite de Navarre
- Gauthier Battoue : François Ier
- Fabian Finkels : Francesco Melzi
- David Manet : Giuliano De Médicis
- Philippe Allard : le pape Léon X
- Peppino Capotondi : Pierre Nepveu
- Sébastien Hébrant : Boccador
- Michelangelo Marchese : le fossoyeur Jean
- Marcha van Boven : la fossoyeuse Jeanne
- Daniel Nicodème : le cardinal d'Aragon
- Pierre-Luc Granjon : Pierre-Luc
- Annette Marnat : Annette
- Michel Hinderyckx : Antonio de Beatis et le médecin
- Martin Spinhayer : Henri VIII
- Philippe Résimont : Charles V
- Brieuc Lemaire : le page, le soldat au boulet de canon et voix d'ambiances
- Nancy Philippot et Jean-Michel Vovk : voix d'ambiances

## Production

### Genèse et développement
Le 12 avril 2018, le magazine américain Variety a rapporté que le scénariste nommé aux Oscars pour Ratatouille (2007), Jim Capobianco, et le producteur Robert Rippberger produisaient The Inventor, un film d'aventure en stop motion sur la vie de Léonard de Vinci, qui est une continuation du court métrage Leonardo, réalisé par Jim Capobianco et sortie en 2009,. Le 2 mai 2018, Capobianco a déclaré dans une interview au site web Flickering Myth que The Inventor se concentrerait sur la fin de la vie de Léonard de Vinci lorsqu'il a déménagé en France.
Le 19 juin 2020, Deadline a rapporté que le comédien Stephen Fry prêterait sa voix à Léonard de Vinci et que l'actrice Daisy Ridley prêterait sa voix à la princesse française Marguerite,. L'équipe d'animation comprend également HeFang Wei en tant que directeur de l'animation 2D du film, Tomm Moore en tant que consultant en animation 2D, Nicolas Flory en tant que superviseur 2D et Fabrice Faivre en tant que superviseur VFX. Alex Mandel a composé la bande originale du film. Le tournage devait commencer en août 2021 avec une date de sortie fixée au printemps 2023. Le film est une coproduction européenne et américaine de Foliascope (France), Curiosity Studio (Irlande) et Leo & King (États-Unis),. MK2 Films gère les ventes internationales du film, tandis que The Exchange gère les ventes aux États-Unis.
Le 11 septembre 2020, Variety a rapporté que Marion Cotillard et Matt Berry avaient rejoint le casting, dans les rôles de Louise de Savoie et Pape Léon X, respectivement. Le 23 avril 2021, Deadline annonce que le triple nommé aux Oscars, Tomm Moore, avait rejoint l'équipe créative du film et gérerait les séquences 2D avec son collaborateur fréquent Fabian Erlinghäuser.
Le scénario a été écrit par Jim Capobianco, qui a co-réalisé le film avec Pierre-Luc Granjon. The Inventor est un film indépendant avec un budget de 10 millions d'euros.
En juin 2022, une séquence de 25 minutes du film a été projetée au Festival international du film d'animation d'Annecy en France dans la section des travaux en cours du festival lors d'une session à guichets fermés,.

### Tournage
La tournage a débuté le 14 février 2022 au studio Foliascope à Saint-Péray en France. Le 19 février 2022, le compositeur Alex Mandel écrivait sur son compte Twitter que Marion Cotillard chante une de ses chansons dans The Inventor. Le 17 juillet 2022, le journal Le Dauphiné libéré a révélé les images des coulisses du tournage. Le tournage s'est terminé le 16 décembre 2022,. La première séance d'enregistrement avec le compositeur Alex Mandel et le Budapest Scoring Orchestra s'est déroulée entièrement à distance le 16 janvier 2023,.

## Sortie
Le 28 avril 2022, Variety a rapporté que le film avait été pré-vendu dans plusieurs pays, tels que la France, Portugal, Hong Kong, Taïwan, les Philippines, l'ex-Yougoslavie, Royaume-Uni, Allemagne, l'Europe francophone, Grèce, Italie, Scandinavie, Espagne, Suisse, Turquie, Israël, Afrique du Sud, Australie, Nouvelle-Zélande, Inde, Amérique latine, Moyen-Orient et Indonésie. En septembre 2022, le CNC annonce que le film sortirait en salles en 2023,.
Une projection en cours de réalisation du film a été présentée à l'Anima : Festival international du film d'animation de Bruxelles le 24 février 2023.
Le film est présenté en première mondiale le 12 juin 2023 en compétition au Festival international du film d'animation d'Annecy 2023. Blue Fox Entertainment sort le film en salles aux États-Unis le 15 septembre 2023. KMBO sort le film en salles en France le 31 janvier 2024.

## Box-office
Pour son premier week-end d'exploitation en France, le film cumule 87 482 entrées sur 375 copies, se plaçant en sixième position du box-office.
| Pays ou région | Box-office      | Date d'arrêt du box-office | Nombre de semaines |
| -------------- | --------------- | -------------------------- | ------------------ |
| France         | 364 168 entrées | en cours                   | 10                 |
| Total mondial  | 1 753 513 USD   | -                          | -                  |

## Distinctions

### Nominations
- Annie Awards 2024 : meilleur long métrage d'animation indépendant[30]

### Sélections
- Festival international du film d'animation d'Annecy 2023 : compétition officielle[5]
- Festival La Rochelle Cinéma 2023 : sélection officielle, avant-première[31]